# 2011–2012-es osztrák labdarúgó-bajnokság (első osztály)
A 2011–2012-es Österreichische Fußball-Bundesliga (hivatalos nevén tipp3-Bundesliga) az osztrák labdarúgó-bajnokság legmagasabb szintű versenyének 100. alkalommal megrendezett bajnoki éve. A pontvadászat 10 csapat részvételével 2011. július 16-án kezdődik, a záró fordulót 2012 májusában rendezik.
A címvédő a Sturm Graz együttese, mely a 2010–11-es szezonban 3. bajnoki címét ünnepelte.

## A bajnokság rendszere
A pontvadászat 10 csapat részvételével zajlik, a csapatok a őszi-tavaszi lebonyolításban oda-visszavágós, körmérkőzéses rendszerben mérkőznek meg egymással. Minden csapat minden csapattal négyszer játszik: kétszer pályaválasztóként, kétszer pedig vendégként.
A bajnokság végső sorrendjét a 36 forduló mérkőzéseinek eredményei határozzák meg a szerzett összpontszám alapján kialakított rangsor szerint. A mérkőzések győztes csapatai 3 pontot, döntetlen esetén mindkét csapat 1-1 pontot kap. Vereség esetén nem jár pont. A bajnokság első helyezett csapata a legtöbb összpontszámot szerzett egyesület, míg az utolsó helyezett csapat a legkevesebb összpontszámot szerzett egyesület.
Azonos összpontszám esetén a bajnoki sorrendet az alábbi szempontok alapján határozzák meg:
1. a bajnoki mérkőzések gólkülönbsége
2. a bajnoki mérkőzéseken szerzett gólok száma

A bajnokság győztese lesz a 2011–12-es osztrák bajnok, a 10. helyezett pedig kiesik a másodosztályba.

## Változások a 2010–11-es szezont követően
Búcsúzott az élvonaltól
- LASK Linz, 10. helyen

Feljutott az élvonalba
- Admira Wacker Mödling, a másodosztály győzteseként

## Részt vevő csapatok
| Csapat                | Székhely         | Stadion                             | 2010–11     |
| --------------------- | ---------------- | ----------------------------------- | ----------- |
| Admira Wacker Mödling | Mödling          | Trenkwalder Arena, Maria Enzersdorf | 1. (II. o.) |
| Austria Wien          | Bécs             | Franz Horr Stadion                  | 3.          |
| Kapfenberger SV       | Kapfenberg       | Franz-Fekete-Stadion                | 8.          |
| SV Mattersburg        | Nagymarton       | Pappelstadion                       | 9.          |
| Rapid Wien            | Bécs             | Gerhard Hanappi Stadion             | 5.          |
| Red Bull Salzburg     | Salzburg         | Red Bull Arena                      | 2.          |
| SV Ried               | Ried im Innkreis | Fill Metallbau Stadion              | 4.          |
| Sturm Graz            | Graz             | UPC-Arena                           | 1.          |
| Wacker Innsbruck      | Innsbruck        | Tivoli Neu                          | 6.          |
| SC Wiener Neustadt    | Bécsújhely       | Stadion Wiener Neustadt             | 7.          |

## A bajnokság állása
| #   | Csapat                 | M | GY | D | V | G+ – G– | GK | P | Megjegyzések                                   |
| --- | ---------------------- | - | -- | - | - | ------- | -- | - | ---------------------------------------------- |
| 1.  | Rapid Wien             | 3 | 2  | 1 | 0 | 4–0     | +4 | 7 | 2012–2013-as Bajnokok Ligája – 2. selejtezőkör |
| 2.  | Red Bull Salzburg      | 3 | 2  | 1 | 0 | 3–0     | +3 | 7 | 2012–2013-as Európa-liga – 2. selejtezőkör     |
| 3.  | Kapfenberger SV        | 3 | 1  | 1 | 1 | 6–4     | +2 | 4 | 2012–2013-as Európa-liga – 2. selejtezőkör     |
| 4.  | Admira Wacker MödlingÚ | 3 | 1  | 1 | 1 | 4–3     | +1 | 4 |                                                |
| 5.  | Wacker Innsbruck       | 3 | 1  | 1 | 1 | 3–3     | 0  | 4 |                                                |
| 6.  | Austria Wien           | 3 | 1  | 1 | 1 | 2–3     | −1 | 4 |                                                |
| 7.  | SC Wiener Neustadt     | 3 | 1  | 0 | 2 | 2–6     | −4 | 3 |                                                |
| 8.  | SV Mattersburg         | 3 | 0  | 2 | 1 | 3–4     | −1 | 2 |                                                |
| 9.  | SV RiedK               | 3 | 0  | 2 | 1 | 2–3     | −1 | 2 |                                                |
| 10. | Sturm GrazCV           | 3 | 0  | 2 | 1 | 3–6     | −3 | 2 | Erste Liga                                     |

Utolsó frissítés: 2011. július 31. 
Forrás: bundesliga.at (németül) 
A rangsorolás alapszabályai: 1. összpontszám, 2. egymás elleni eredmények összpontszáma, 3. gólkülönbség, 4. szerzett gólok száma.
1A 2011–2012-es osztrák kupa győztese a 2012–2013-as Európa-liga 3. selejtezőkörében indulhat.
(B): Bajnokcsapat, (K): Kieső csapat, (F): Feljutó csapat, (I): Kupainduló, (R): A rájátszás győztese, (KGY): Kupagyőztes

## Eredmények

### Az 1–18. forduló eredményei
| Hazai \ Vendég1       | ADW | AWI | KSV | MAT | RAP | RBS | RIE | STU | WAC | WNE |
| Admira Wacker Mödling |     |     | 1–1 |     |     |     |     |     |     | 3–0 |
| Austria Wien          |     |     |     |     |     |     | 2–1 |     |     |     |
| Kapfenberger SV       |     |     |     |     |     |     |     | 3–0 | 2–3 |     |
| SV Mattersburg        |     |     |     |     |     |     |     |     |     | 1–2 |
| Rapid Wien            | 2–0 |     |     |     |     |     | 0–0 |     |     |     |
| Red Bull Salzburg     |     | 2–0 |     | 0–0 |     |     |     |     |     |     |
| SV Ried               |     |     |     |     |     |     |     | 1–1 |     |     |
| Sturm Graz            |     |     |     | 2–2 |     |     |     |     |     |     |
| Wacker Innsbruck      |     | 0–0 |     |     |     | 0–1 |     |     |     |     |
| SC Wiener Neustadt    |     |     |     |     | 0–2 |     |     |     |     |     |

Utolsó felvett mérkőzés dátuma: 2011. július 31. 
Forrás: bundesliga.at (németül) 
1A hazai csapatok a bal oldali oszlopban szerepelnek.
Színek: Zöld = hazai győzelem; Sárga = döntetlen; Piros = vendéggyőzelem.
 

### A 19–36. forduló eredményei
| Hazai \ Vendég1       | ADW | AWI | KSV | MAT | RAP | RBS | RIE | STU | WAC | WNE |
| Admira Wacker Mödling |     |     | 1–1 |     |     |     |     |     |     | 3–0 |
| Austria Wien          |     |     |     |     |     |     | 2–1 |     |     |     |
| Kapfenberger SV       |     |     |     |     |     |     |     | 3–0 | 2–3 |     |
| SV Mattersburg        |     |     |     |     |     |     |     |     |     | 1–2 |
| Rapid Wien            | 2–0 |     |     |     |     |     | 0–0 |     |     |     |
| Red Bull Salzburg     |     | 2–0 |     | 0–0 |     |     |     |     |     |     |
| SV Ried               |     |     |     |     |     |     |     | 1–1 |     |     |
| Sturm Graz            |     |     |     | 2–2 |     |     |     |     |     |     |
| Wacker Innsbruck      |     | 0–0 |     |     |     | 0–1 |     |     |     |     |
| SC Wiener Neustadt    |     |     |     |     | 0–2 |     |     |     |     |     |

Utolsó felvett mérkőzés dátuma: 2011. július 31. 
Forrás: bundesliga.at (németül) 
1A hazai csapatok a bal oldali oszlopban szerepelnek.
Színek: Zöld = hazai győzelem; Sárga = döntetlen; Piros = vendéggyőzelem.
 

## Forrásjegyzék
- Hivatalos oldal (németül)
- Eredmények, tabella és góllövőlista az Európai Labdarúgó-szövetség (UEFA) oldalán (angolul)
- Eredmények, tabella és góllövőlista a Soccerwayen (angolul)
- Eredmények, tabella, góllövőlista és az aktuális keretek a Transfermarkton (angolul)